# 六鄉新村

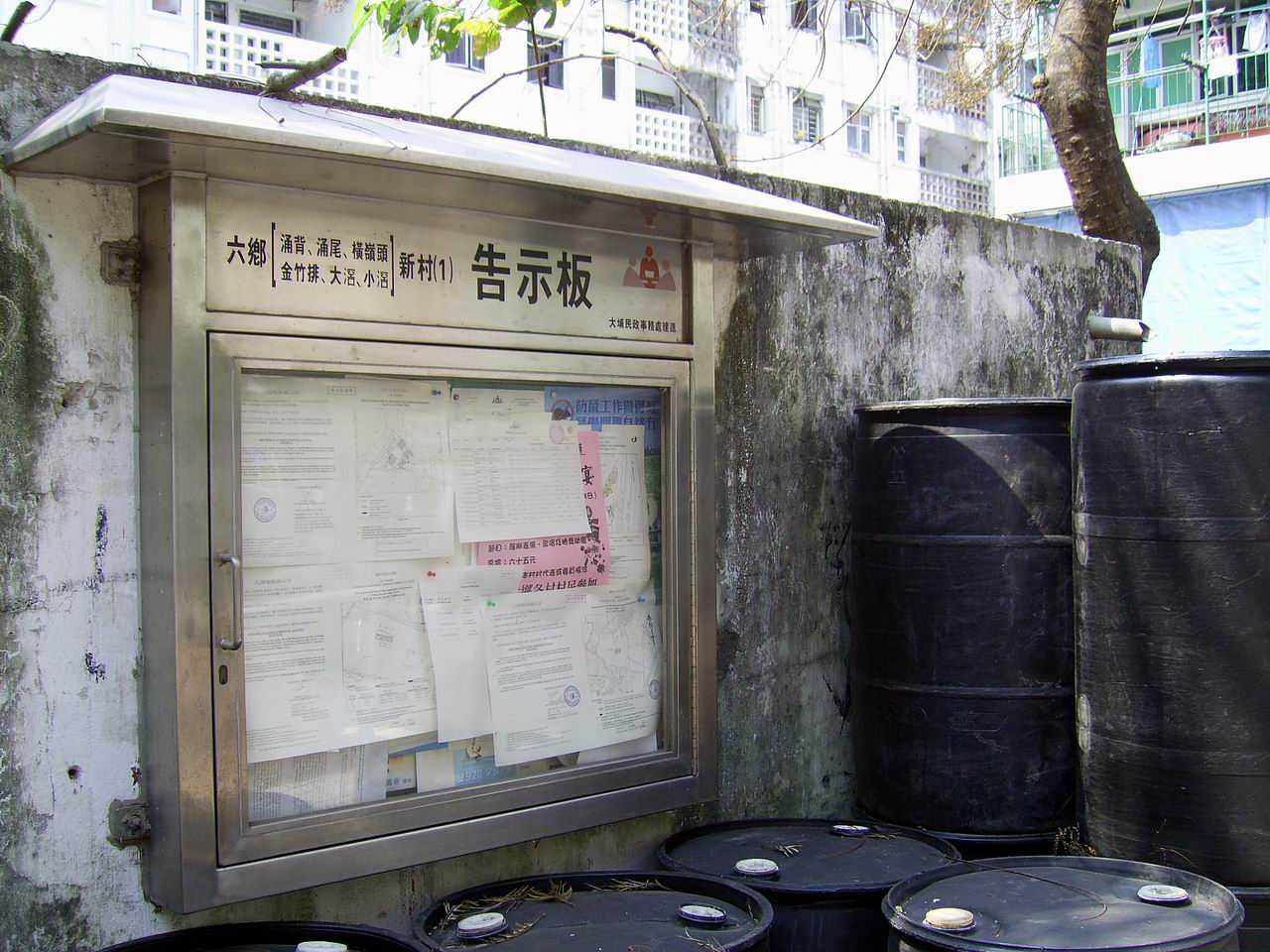
六鄉新村告示板，可見各村的名字

六鄉新村（Luk Heung San Tsuen）是香港新界大埔墟一處社區，指在1960年代政府為興建船灣淡水湖，而將船灣6條鄉村居民，集體遷往大埔墟而建立的新社區。六鄉新村位於大埔墟的陸鄉里，是在廣福道與寶湖道之間的內街，包括三條迴旋小街－同發坊、同秀坊及同茂坊。

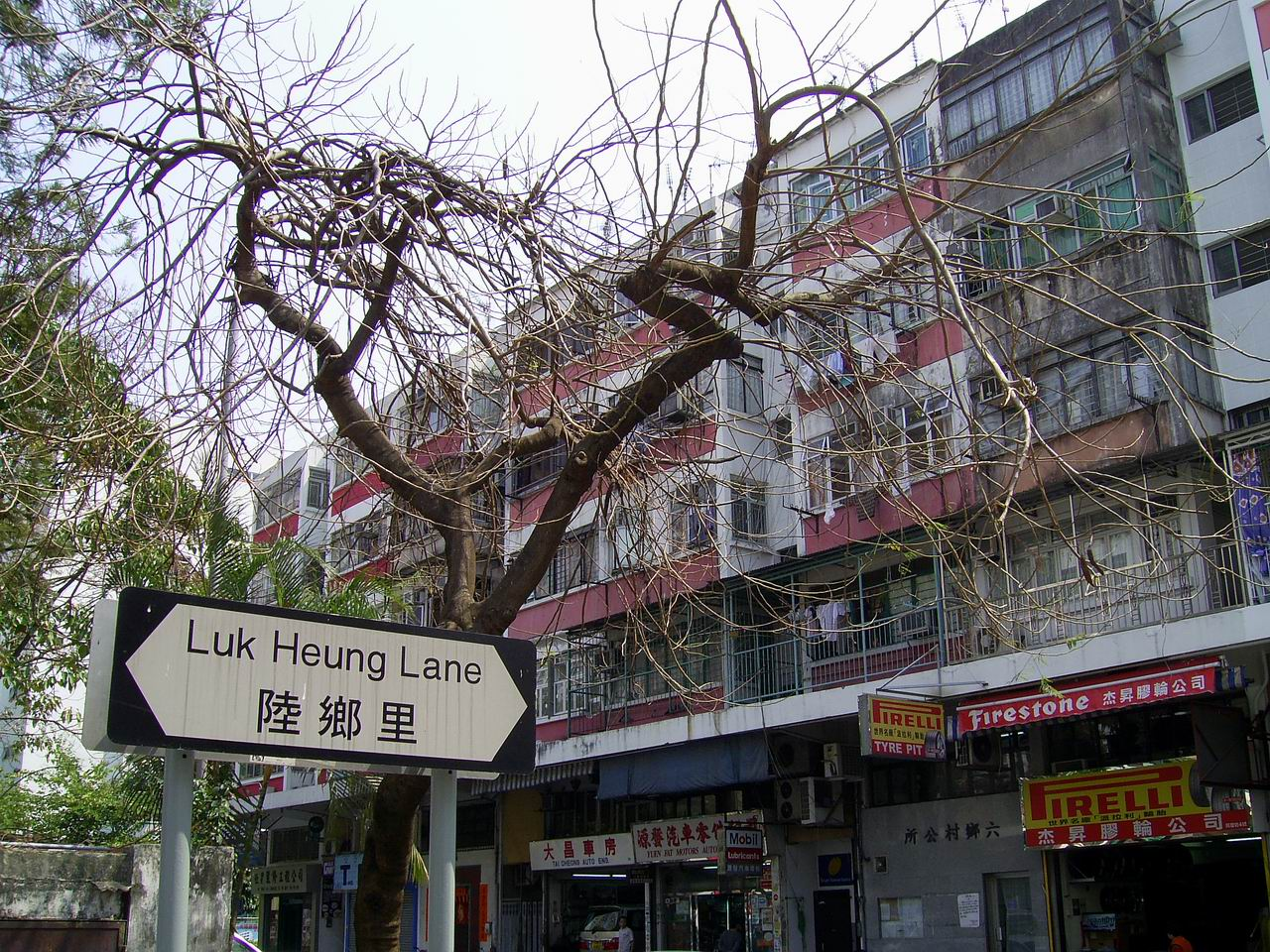
陸鄉里
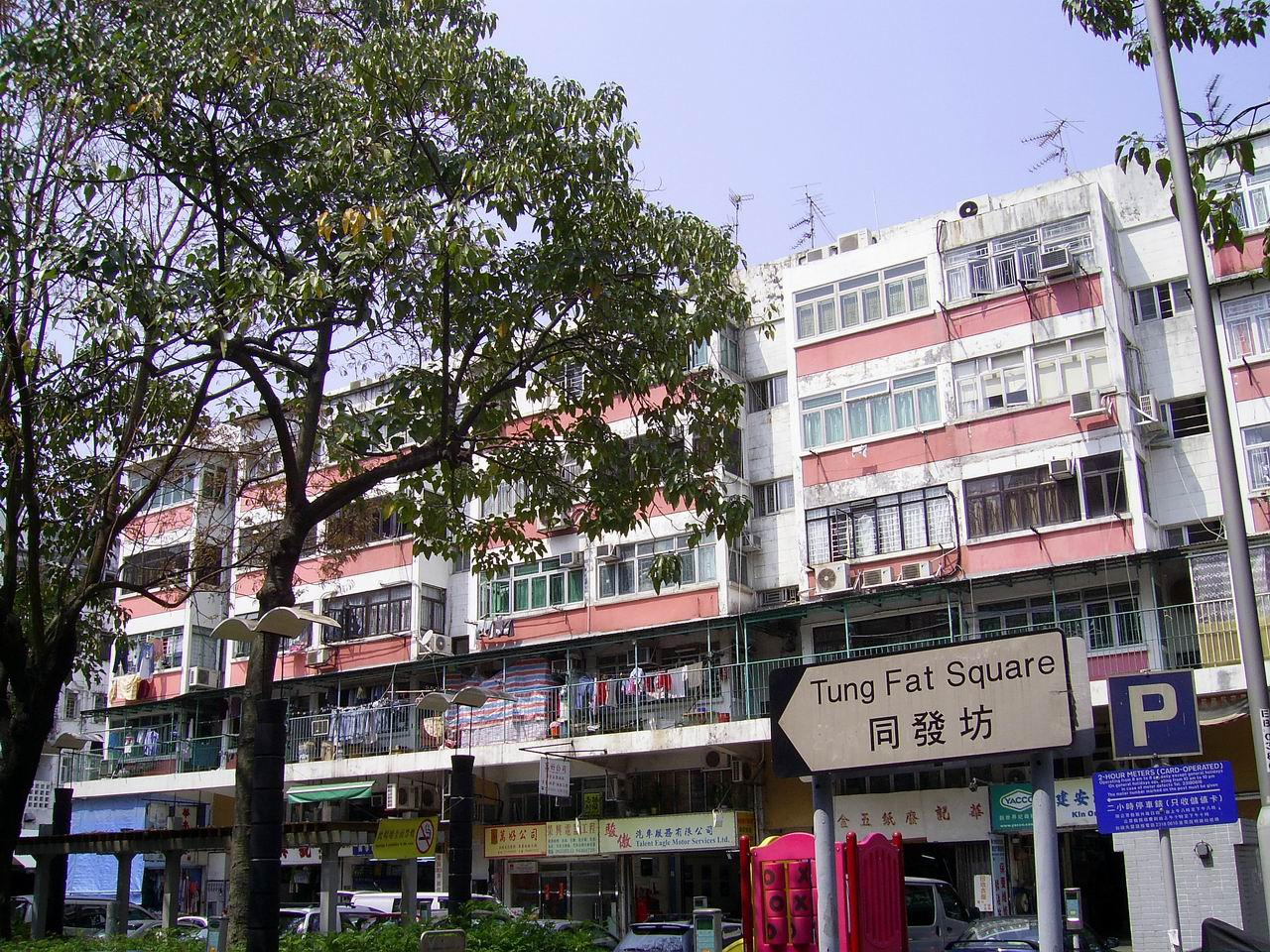
同發坊
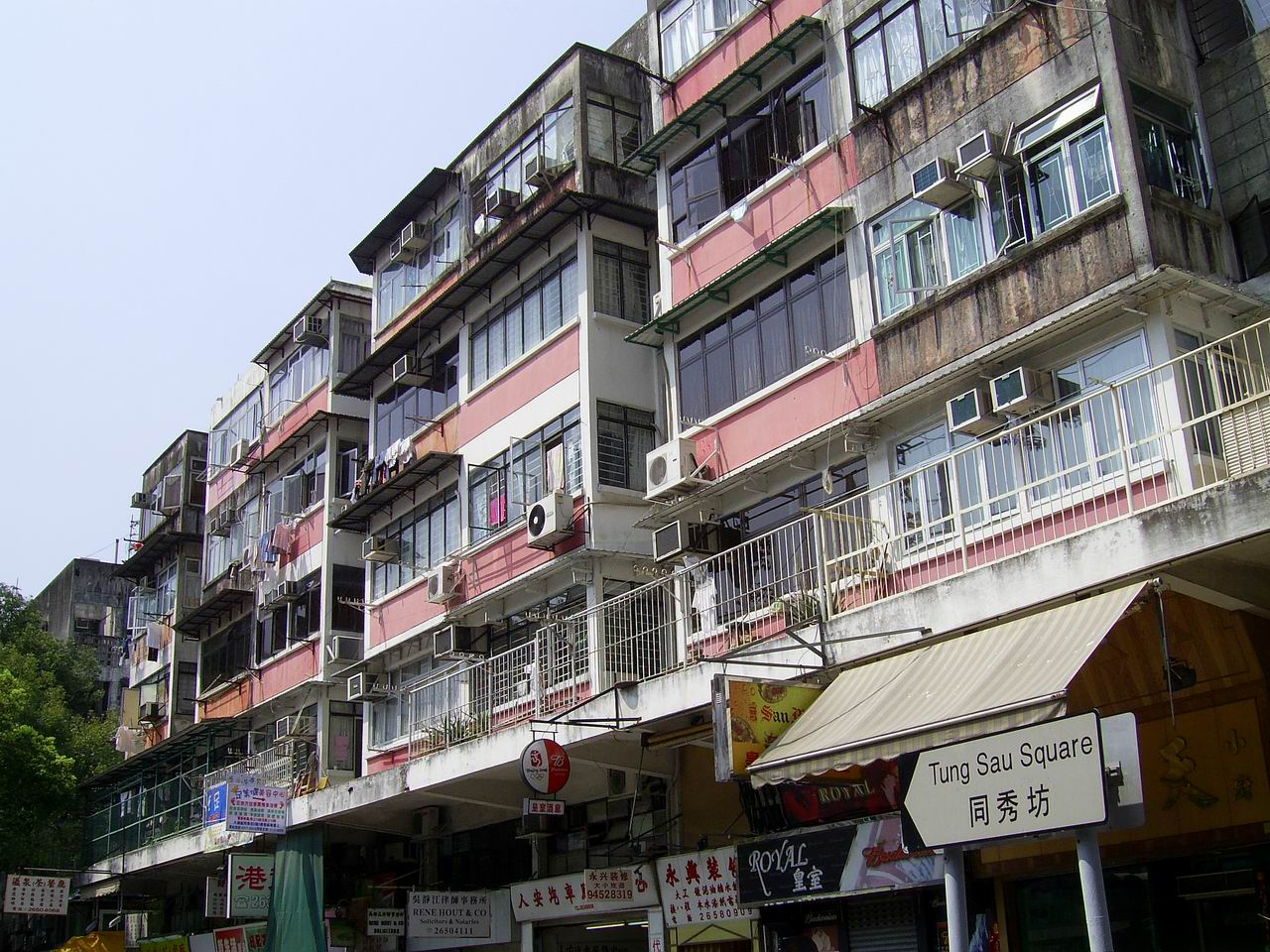
同秀坊
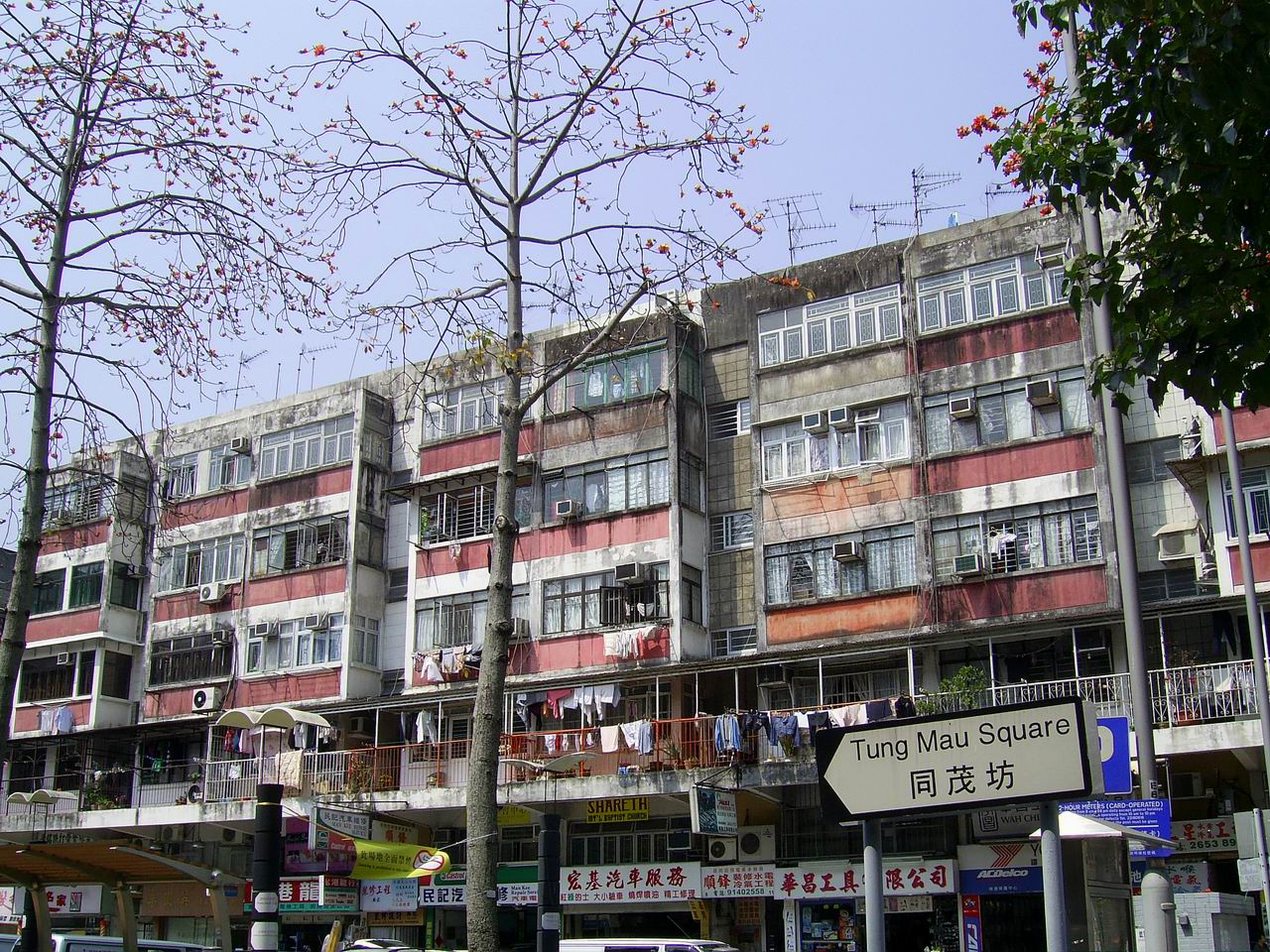
同茂坊

## 歷史
六鄉新村是由原稱「船灣六鄉」的小滘、大滘、金竹排、橫嶺頭（包括橫嶺背）、涌尾及涌背等6條鄉村組成，主要從事捕魚、耕田種菜、及採集帶子為生，除金竹排村是王姓外，其餘5村同為李姓，全為客家村落，金竹排王氏及橫嶺頭和大滘的李氏均從烏蛟騰分枝而來。
六鄉各舊村位於船灣北岸，大尾篤東部，約於乾隆中葉建村，六村同屬「沙頭角十約」的「南沙洞」，在1950年代以前均前往沙頭角投墟。村與村之間原有通道連接，可細分為「上三鄉」（小滘、大滘及金竹排）及「下三鄉」（橫嶺頭、涌尾及涌背），以「三光公立小學」為分界。

## 搬村

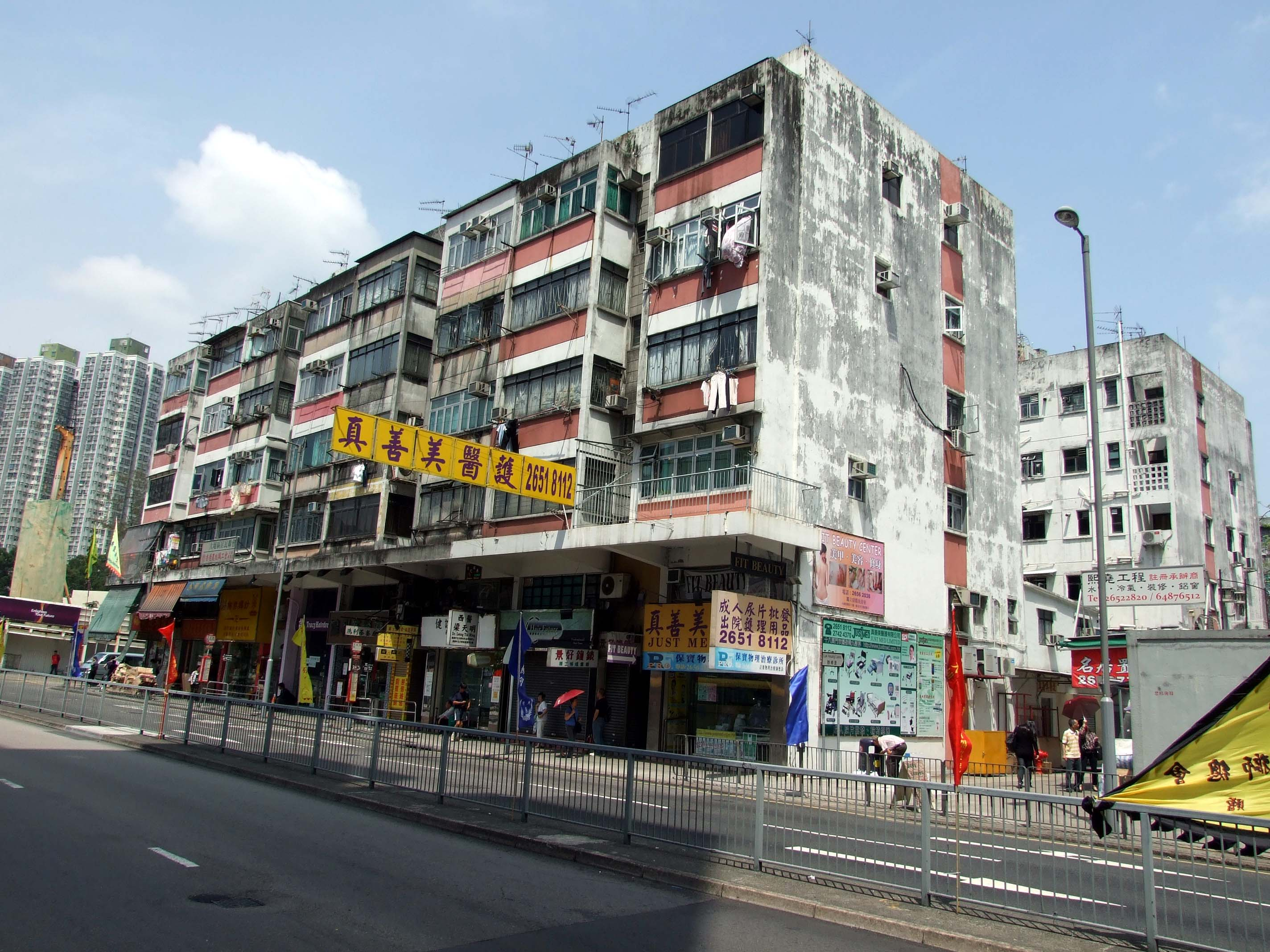
典型下舖上居的四層樓宇

自1950年代由於大量人口由中國大陸移居香港，加上工業急速發展，各方面對食水供應需求大增，香港政府投放大量資金興建水塘。其中最重要是船灣淡水湖的興建，在白沙頭至大尾篤之間建設主壩，再於伯公咀至東頭洲建副壩連接，把在內的海水抽走，然後注入淡水造成人工湖，預計儲水量達到373億加侖。工程分兩期進行，第一期於1960年11月動工，首先興建沙田濾水廠、大埔頭引水口及抽水站和尼龍水壩；第二期在1964年展開，建造水壩、輸水隧道及獅子山隧道。
在船灣淡水湖建成後，水位上升，六鄉各村將被水淹沒，政府與各村達成協議，在大埔墟廣福道新填海區興建13幢四層高的樓宇安置村民。賠償以每名年滿16歲的男丁可領一層，而有村屋業權的戶主再加配地下鋪位一間，而農地則以每呎港幣2角5分現金補償，青苗、果樹另有補償，再加每戶津貼3個月生活費，金額由750至1,000元不等。1966年年尾政府執行搬村行動，涌背村於11月28日率先搬村，由於陸路未通，小滘、大滘、金竹排及橫嶺頭的村民需要借助英軍的登陸艇接載到船灣，再轉車前往大埔墟；而涌尾及涌背兩村村民則可直接乘車前赴新居。六鄉各村總計145戶共1,150人進行遷徙，大埔理民官鮑富達表示這是新界歷來人數及村數最多的搬村行動。
六鄉在大埔安基立業後，在同發坊設立六鄉村公所及在寶鄉道將三光及育群兩所村校合併而成立六鄉新村公立學校（於2006年停辦改為六鄉學習園地），六鄉中的涌背村更重建李氏宗祠，將舊祠堂的基石門框搬到同發坊，重現「龍門世澤；柱史家聲」的門聯。各村各自有居民代表參加大埔鄉事委員會。

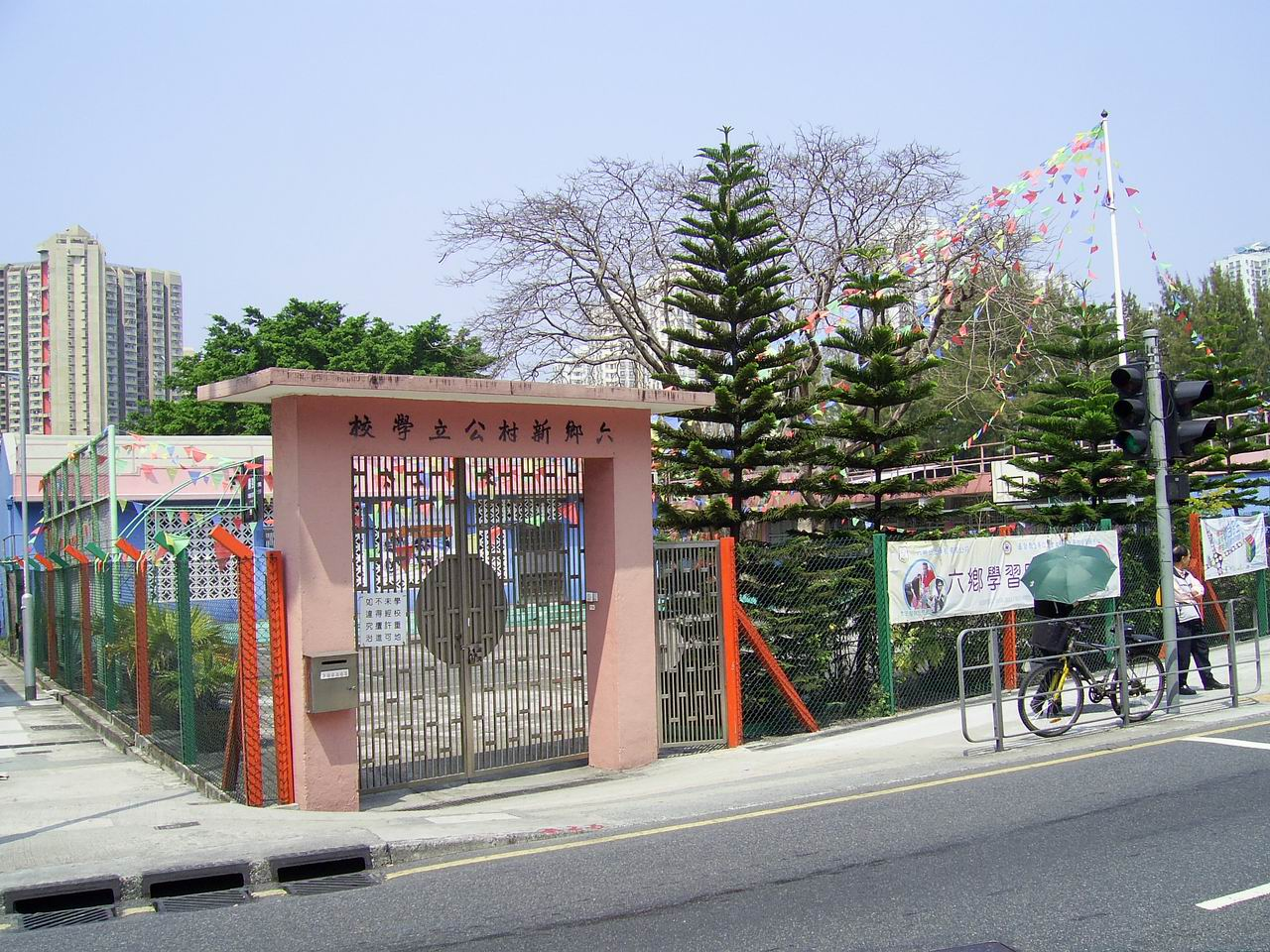
前六鄉新村公立學校
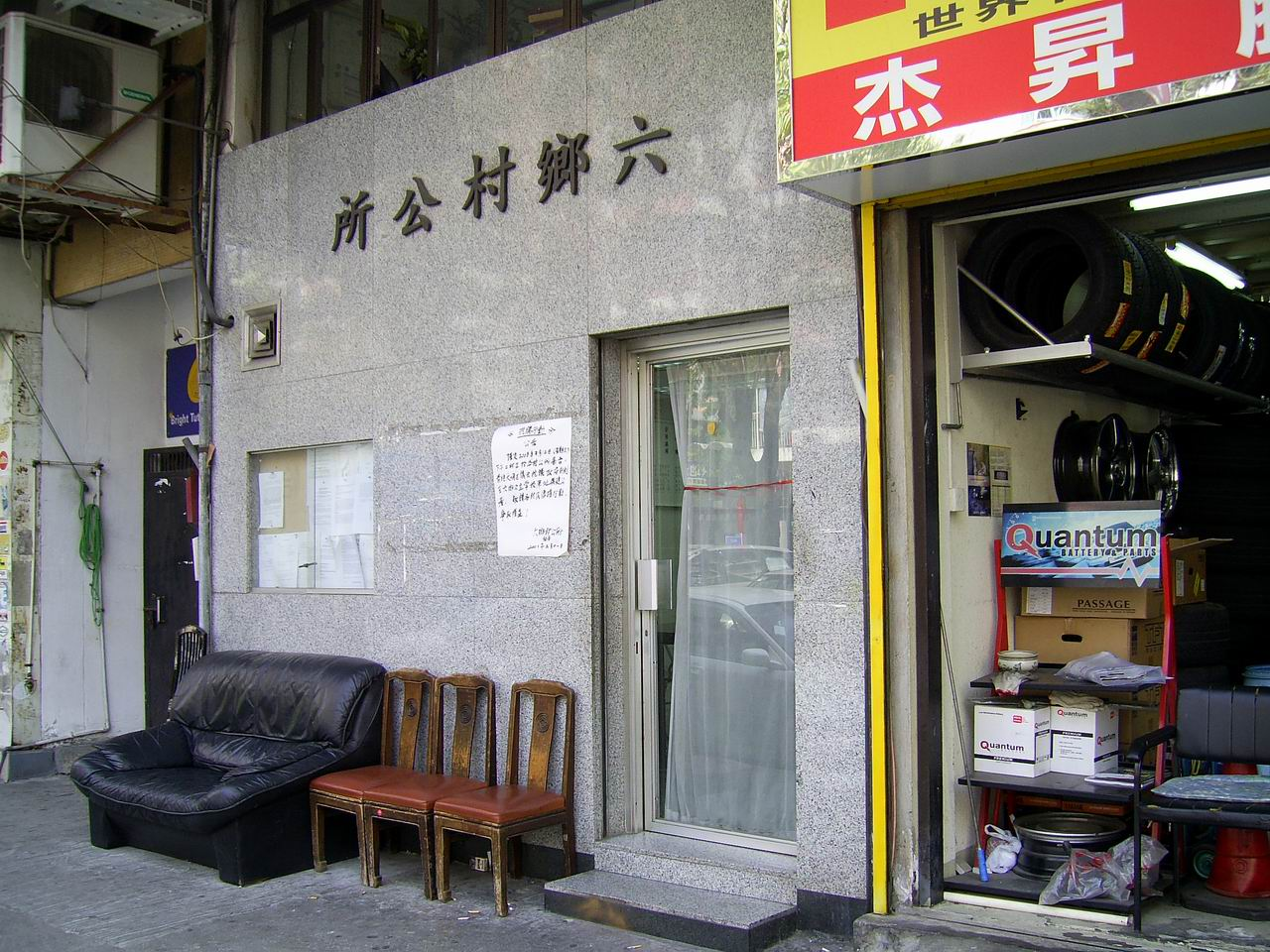
六鄉村公所
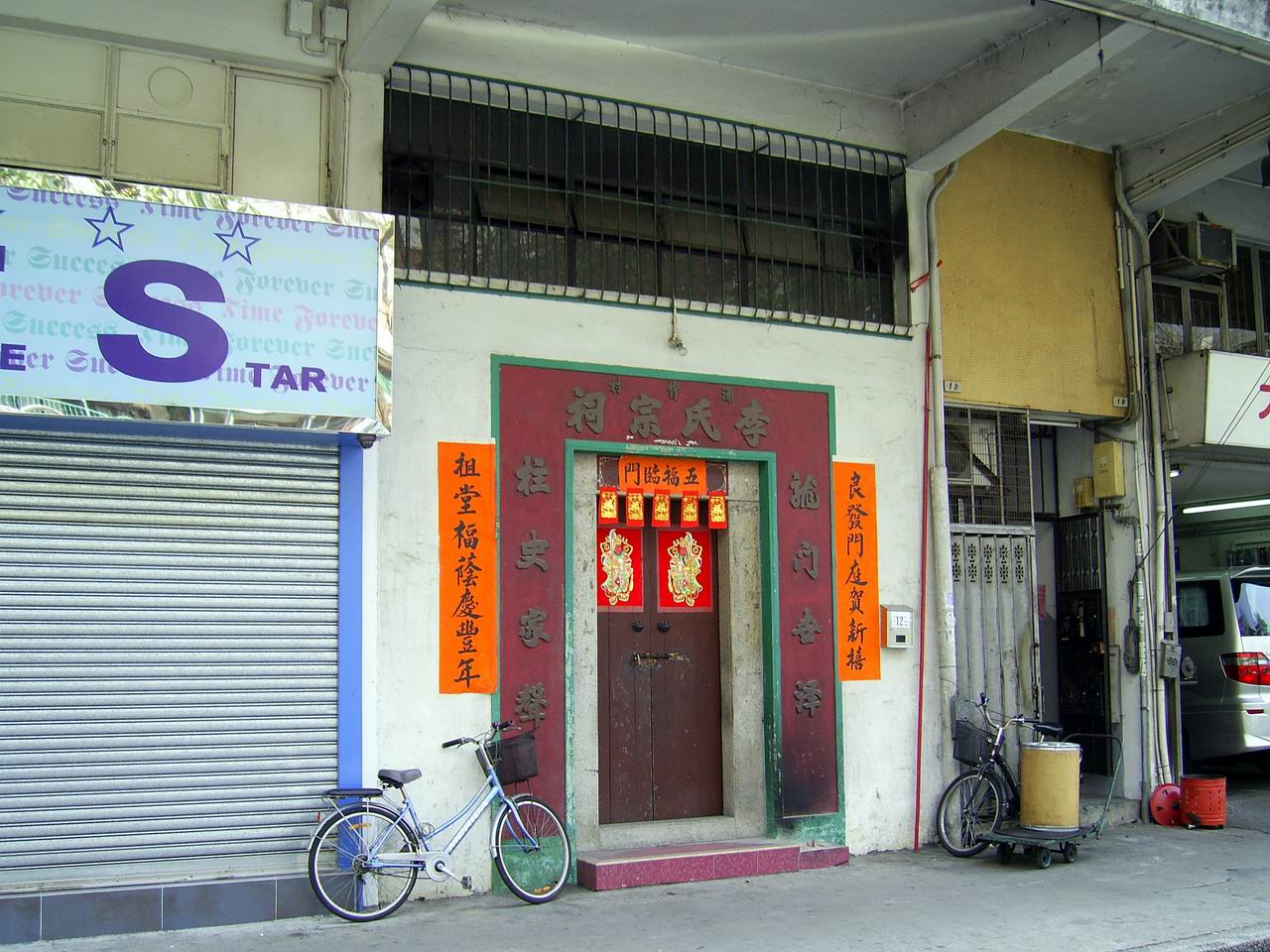
涌背村李氏宗祠

## 舊址現況
小滘原在鵝髻頭之西麓；大滘原在觀音峒南麓；金竹排原在大峒之下；橫嶺頭舊址在雞仔峒（橫嶺主峰）之下；船灣西岸近三潭溪口處，居北者原為涌尾村所在，在南者原為涌背村舊址；涌尾村被闢作新娘潭路停車場，而涌背村則被公路所蓋不可辨認。在1968年淡水湖堤壩初築成時，各村村屋仍存，後來各村除小滘村外悉數拆卸，其後於1973年堤壩加高12呎，小滘村亦遭拆卸。